# Listă de scriitori chilieni

## Lista de scriitori chilieni
- Antonieta Rodríguez
- Antonio Skármeta
- Alberto Fuguet
- Alejandro Jodorowsky
- Alfonso Calderón
- Alonso de Ercilla
- Arturo Aldunate Phillips
- Augusto d'Halmar
- Benjamín Subercaseaux
- Braulio Arenas
- Daniel de la Vega
- Delia Domínguez
- Diamela Eltit
- Eduardo Anguita
- Eduardo Garrido Merino
- Elicura Chihuailaf
- Enrique Lihn
- Francisco Antonio Encina
- Francisco Coloane
- Gabriela Mistral
- Gonzalo Contreras
- Gonzalo Rojas
- Guillermo Blanco
- Hernán del Solar
- Hernán Díaz Arrieta
- Isabel Allende
- Joaquín Edwards Bello
- Jorge Edwards
- Jorge Queirolo Bravo
- José Donoso
- José Victorino Lastarria
- Juan Guzmán Cruchaga
- Juvencio Valle
- Manuel Rojas
- Marcela Paz
- Marcela Serrano
- María Luisa Bombal
- Marta Brunet
- Mauricio Wacquez
- Max Jara
- Miguel Arteche
- Nicanor Parra
- Óscar Hahn
- Pablo de Rokha
- Pablo Neruda
- Pedro de Oña
- Pedro Lemebel
- Pedro Prado
- Raúl Zurita
- Roberto Bolaño
- Roque Esteban Scarpa
- Sady Zañartu
- Salvador Reyes
- Vicente Huidobro
- Víctor Domingo Silva
- Volodia Teitelboim
- Waldemar Verdugo Fuentes